# Premi Oscar 1981
La 53ª edizione della cerimonia di premiazione dei Premi Oscar si è tenuta il 31 marzo 1981 a Los Angeles, al Dorothy Chandler Pavilion, condotta da Johnny Carson.

## Vincitori e candidati
Vengono di seguito indicati in grassetto i vincitori. Ove ricorrente e disponibile, viene indicato il titolo in lingua italiana e quello in lingua originale tra parentesi.

### Miglior film
- Gente comune (Ordinary People), regia di Robert Redford
- La ragazza di Nashville (Coal Miner's Daughter), regia di Michael Apted
- The Elephant Man, regia di David Lynch
- Toro scatenato (Raging Bull), regia di Martin Scorsese
- Tess, regia di Roman Polański

### Miglior regia
- Robert Redford - Gente comune (Ordinary People)
- David Lynch - The Elephant Man
- Martin Scorsese - Toro scatenato (Raging Bull)
- Richard Rush - Professione pericolo (The Stunt Man)
- Roman Polański - Tess

### Miglior attore protagonista
- Robert De Niro - Toro scatenato (Raging Bull)
- Robert Duvall - Il grande Santini (The Great Santini)
- John Hurt - The Elephant Man
- Jack Lemmon - Tribute - Serata d'onore (Tribute)
- Peter O'Toole - Professione pericolo (The Stunt Man)

### Migliore attrice protagonista
- Sissy Spacek - La ragazza di Nashville (Coal Miner's Daughter)
- Ellen Burstyn - Resurrection
- Goldie Hawn - Soldato Giulia agli ordini (Private Benjamin)
- Mary Tyler Moore - Gente comune (Ordinary People)
- Gena Rowlands - Una notte d'estate (Gloria) (Gloria)

### Miglior attore non protagonista
- Timothy Hutton - Gente comune (Ordinary People)
- Judd Hirsch - Gente comune (Ordinary People)
- Michael O'Keefe - Il grande Santini (The Great Santini)
- Joe Pesci - Toro scatenato (Raging Bull)
- Jason Robards - Una volta ho incontrato un miliardario (Melvin and Howard)

### Migliore attrice non protagonista
- Mary Steenburgen - Una volta ho incontrato un miliardario (Melvin and Howard)
- Eileen Brennan - Soldato Giulia agli ordini (Private Benjamin)
- Eva Le Gallienne - Resurrection
- Cathy Moriarty - Toro scatenato (Raging Bull)
- Diana Scarwid - I ragazzi del Max's bar (Inside Moves)

### Miglior sceneggiatura non originale
- Alvin Sargent - Gente comune (Ordinary People)
- Jonathan Hardy, David Stevens e Bruce Beresford - Esecuzione di un eroe ('Breaker' Morant)
- Tom Rickman - La ragazza di Nashville (Coal Miner's Daughter)
- Christopher DeVore, Eric Bergren e David Lynch - The Elephant Man
- Lawrence B. Marcus e Richard Rush - Professione pericolo (The Stunt Man)

### Miglior sceneggiatura originale
- Bo Goldman - Una volta ho incontrato un miliardario (Melvin and Howard)
- W. D. Richter e Arthur Ross - Brubaker
- Christopher Gore - Saranno famosi (Fame)
- Jean Gruault - Mio zio d'America (Mon oncle d'Amerique)
- Nancy Meyers, Charles Shyer e Harvey Miller - Soldato Giulia agli ordini (Private Benjamin)

### Miglior film straniero
- Mosca non crede alle lacrime (Moskva slezam ne verit), regia di Vladimir Menshov (Unione Sovietica)
- La fiducia (Bizalom), regia di István Szabó (Ungheria)
- L'ultimo metrò (Le dernier métro), regia di François Truffaut (Francia)
- Kagemusha - L'ombra del guerriero (Kagemusha), regia di Akira Kurosawa (Giappone)
- Il nido (El nido), regia di Jaime de Armiñán (Spagna)

### Miglior fotografia
- Geoffrey Unsworth e Ghislain Cloquet - Tess
- Néstor Almendros - Laguna blu (The Blue Lagoon)
- Ralf D. Bode - La ragazza di Nashville (Coal Miner's Daughter)
- James Crabe - La formula (The Formula)
- Michael Chapman - Toro scatenato (Raging Bull)

### Miglior scenografia
- Pierre Guffroy e Jack Stephens - Tess
- John W. Corso e John M. Dwyer - La ragazza di Nashville (Coal Miner's Daughter)
- Stuart Craig, Bob Cartwright e Hugh Scaife - The Elephant Man
- Norman Reynolds, Leslie Dilley, Harry Lange, Alan Tomkins e Michael Ford - L'Impero colpisce ancora (The Empire Strikes Back)
- Yoshirō Muraki - Kagemusha - L'ombra del guerriero (Kagemusha)

### Migliori costumi
- Anthony Powell - Tess
- Patricia Norris - The Elephant Man
- Anna Senior - La mia brillante carriera (My Brilliant Career)
- Jean-Pierre Dorleac - Ovunque nel tempo (Somewhere in Time)
- Paul Zastupnevich - Ormai non c'è più scampo (When Time Ran Out)

### Miglior montaggio
- Thelma Schoonmaker - Toro scatenato (Raging Bull)
- Arthur Schmidt - La ragazza di Nashville (Coal Miner's Daughter)
- David Blewitt - Competition (The Competition)
- Anne V. Coates - The Elephant Man
- Gerry Hambling - Saranno famosi (Fame)

### Miglior sonoro
- Bill Varney, Steve Maslow, Gregg Landaker e Peter Sutton - L'Impero colpisce ancora (The Empire Strikes Back)
- Richard Portman, Roger Heman e Jim Alexander - La ragazza di Nashville (Coal Miner's Daughter)
- Arthur Piantadosi, Les Fresholtz, Michael Minkler e Willie D. Burton - Stati di allucinazione (Altered States)
- Michael J. Kohut, Jay M. Harding, Aaron Rochin e Chris Newman - Saranno famosi (Fame)
- Donald O. Mitchell, Bill Nicholson, David J. Kimball e Les Lazarowitz - Toro scatenato (Raging Bull)

### Migliore colonna sonora
- Michael Gore - Saranno famosi (Fame)
- John Corigliano - Stati di allucinazione (Altered States)
- John Morris - The Elephant Man
- Philippe Sarde - Tess
- John Williams - L'Impero colpisce ancora (The Empire Strikes Back)

### Miglior canzone
- Fame, musica di Michael Gore, testo di Dean Pitchford - Saranno famosi (Fame)
- Nine to Five, musica e testo di Dolly Parton - Dalle 9 alle 5... orario continuato (Nine to Five)
- On the Road Again, musica e testo di Willie Nelson - Accordi sul palcoscenico (Honeysuckle Rose)
- Out Here on My Own, musica di Michael Gore, testo di Lesley Gore - Saranno famosi (Fame)
- People Alone, musica di Lalo Schifrin, testo di Wilbur Jennings - Competition (The Competition)

### Miglior documentario
- From Mao to Mozart: Isaac Stern in China, regia di Murray Lerner
- Agee, regia di Ross Spears
- The Day After Trinity, regia di Jon Else
- Front Line, regia di David Bradbury
- The Yellow Star - The Persecution of the Jews in Europe 1933-45 (Der Gelbe Stern), regia di Dieter Hildebrandt

### Miglior cortometraggio
- The Dollar Bottom, regia di Roger Christian
- Fall Line, regia di Robert Carmichael
- A Jury of Her Peers, regia di Sally Heckel

### Miglior cortometraggio documentario
- Karl Hess: Toward Liberty, regia di Roland Hallé e Peter W. Ladue
- Don't Mess with Bill, regia di John Watson
- The Eruption of Mount St. Helens!, regia di George Casey
- It's the Same World, regia di Dick Young
- Luther Metke at 94, regia di Jorge Preloran

### Miglior cortometraggio d'animazione
- A légy, regia di Ferenc Rofusz
- All Nothing (Tout rien), regia di Frédéric Back
- History of the World in Three Minutes Flat, regia di Michael Mills

## Premi speciali

### Premio Special Achievement
- Brian Johnson, Richard Edlund, Dennis Muren e Bruce Nicholson - L'Impero colpisce ancora (The Empire Strikes Back) - effetti visivi

### Premio alla carriera
- Henry Fonda, consumato attore, in riconoscimento del suo brillante talento e del duraturo contributo all'arte del cinema.